# R-11发动机
R-11发动机（俄语：P-11）是一种由苏联图曼斯基设计局于1950年代研发的涡轮喷气发动机，1953年开始研制，1956年投入生产。

## 设计
R-11是苏联第一种采用轴流式双转子结构的涡喷发动机，压气机平均级压比达1.438，是当时世界上最高的。R-11发动机发展了多种改进型，先后被装用在雅克-28战斗机、米格-21戰鬥機、苏-15战斗机等机型。
图曼斯基设计局后来又在R-11发动机的基础上研制了R-13、R-21、R-25发动机。

## 型号
- R-11V-300（Р-11В-300）：第一种批量生产的型号，无加力燃烧室
- R-11F-300（Р-11Ф-300）：供米格-21F、米格-21P、米格-21U使用，1956年开始生产，带有加力燃烧室
- R-11AF-300（Р-11АФ-300）：供雅克-28B、L、U使用
- R-11F2-300（Р-11Ф2-300）：改用新型号压缩机、加力燃烧室和喷管，供米格-21P、PF、FL使用。
- R-11AF2-300（Р-11АФ2-300）：在R-11F2-300基础上的改进型，供雅克-28I、R、P使用。
- R-11F2S-300（Р-11Ф2С-300）：供米格-21PFM、PFS、S、U、UM及苏-15TM、UT、UM使用。